# Симферопольский проезд
Симферо́польский прое́зд — проезд, расположенный в Южном административном округе города Москвы на территории Нагорного района.

## История
Проезд получил своё название 24 декабря 1968 года по Симферопольскому бульвару, продолжением которого является.

## Расположение
Симферопольский проезд проходит от Варшавского шоссе и Электролитного проезда на запад, поворачивает на юго-запад, далее к проезду примыкает Криворожский проезд, Симферопольский проезд проходит до Нахимовского проспекта, за которым продолжается как Симферопольский бульвар. Нумерация домов начинается от Варшавского шоссе.

## Примечательные здания и сооружения
По нечётной стороне:
По чётной стороне:

## Транспорт

### Трамвай
- 3, 16: от Криворожского проезда до Нахимовского проспекта и обратно.

### Метро
- Станция метро «Нагорная» Серпуховско-Тимирязевской линии — северо-западнее проезда, на Электролитном проезде
- Станция метро «Нахимовский проспект» Серпуховско-Тимирязевской линии — юго-западнее бульвара, на пересечении Азовской улицы с Нахимовским проспектом и Фруктовой улицей